# Maddi Zubeldia
Pour les articles homonymes, voir Zubeldia.
Maddi Zubeldia Arozena (Saint-Sébastien, 1961) est une chanteuse et écrivaine basque espagnole.

## Biographie
Née à Saint-Sébastien en 1961, elle a vécu à Irun jusqu'à l'âge de 6 ans, avant que la famille ne déménage en France, dans le village de Mézos dans les Landes. À l'âge de 11 ans, sa famille s'installe à Ciboure.
Elle a été enseignante de profession, dans les ikastolas de la fédération Seaska.

### Chanteuse
Elle est la chanteuse du groupe H-eden, avec lequel elle a publié deux albums : Hamaika aztarna (2013) eta Intimitartean (2015), et Zimurrak baleki en solo (2019)

### Romancière
Elle publie son premier roman, Deserria haurtzaro (Elkar, 2017), une fiction inspirée de son exil en France durant son enfance. Le roman fait partie des deux finalistes du prix 111 Akademia du meilleur livre en langue basque 2017.
Un deuxième roman, Erran gabe doa (Elkar, 2019)

### Théâtre
En 2018, elle joue sur scène dans une pièce qu'elle a elle-même écrite: Oroitzen naizeno sur le thème de la maladie d'Alzheimer,.

#### Spectacles jeunesse
En 2020, elle écrit un conte musical Amalurra opor beharretan da en collaboration avec Xano Halsouet pour la musique et édité par Ikas, qu'elle mettra en scène pour en faire un spectacle de marionnettes avec Bernadette Iratzoki-Luro.
En 2022, elle crée un spectacle Makilakixki! qu'elle joue avec Bernadette Iratzoki-Luro.

#### Conte
Elle conte régulièrement pour les enfants et adultes.
En 2023, elle écrit l'histoire d'Aña, le personnage créé pour les fêtes de Ciboure, qu'elle met en scène et conte avec Ixabel Millet en janvier et juin 2024
En 2024, elle conte dans les grottes de Sare.
Elle crée un monologue conté et mis en musique pour les ados,  Oskolaren azpian, à partir du roman Haize leizean écrit par Elise Dillet et Antton Harrinordoki